# Берег Інгрід Крістенсен
Берег Інгрід Крістенсен (англ. Ingrid Christensen Coast) — частина узбережжя Землі Принцеси Єлизавети в Східній Антарктиді, розташована між 72 і 81° східної довготи.
У середній частині цього узбережжя розташована антарктична оаза Вестфолль, на території якої знаходиться австралійська полярна станція Дейвіс.
Берег був відкритий англо-австрало-новозеландською експедицією 1930–1931 роках. Назву берегу в 1935 році дав капітан судна норвезької антарктичної експедиції Кларіус Міккельсен на честь дружини власника судна «Торсхавн» Ларса Крістенсена. Експедиція Міккельсен здійснила точнішу зйомку берега. В 1956 році цей район був обстежений першої радянською антарктичною експедицією.